# 広島県道294号虫道廿日市線
広島県道294号虫道廿日市線（ひろしまけんどう294ごう むしどうはつかいちせん）は、広島県廿日市市を通る一般県道である。

## 概要
廿日市市虫所山から廿日市市可愛に至る。

### 路線データ
- 起点：廿日市市虫所山（広島県道293号本多田佐伯線交点）
- 終点：廿日市市可愛（榎浦橋東詰交差点、国道2号旧道交点）
- 実延長：約16.6 km
- 通行不能区間：廿日市市玖島 - 廿日市市原間（泉水峠）

## 歴史
- 1960年（昭和35年）10月10日 - 広島県告示第682号により広島県道124号虫道廿日市線として認定される。
- 1972年（昭和47年）11月1日 - 都道府県道標識導入に伴う広島県の県道番号再編により現行の路線番号に変更される。
- 1988年（昭和63年）4月1日 - 佐伯郡廿日市町が市制施行して廿日市市に移行したことに伴い終点の地名表記が変更される（佐伯郡廿日市町原→廿日市市原）。
- 1994年（平成6年）4月1日 - 広島県道173号久地廿日市線が広島県告示第408号の2により廃止されたことに伴い終点が廿日市市原から現在地に移動する（路線延長）。
- 2003年（平成15年）3月1日 - 佐伯郡佐伯町が廿日市市に編入されたことに伴い全線が廿日市市域のみを通る路線になり、起点の地名表記が変更される（佐伯郡佐伯町虫所山字虫道→廿日市市虫所山字虫道）。

## 路線状況
起点 - 廿日市市玖島（くじま）・広島県道42号大竹湯来線交点間は狭いため大型車の通行は困難である。
広島県道30号廿日市佐伯線の整備が進んだ今日では通行不能の解消の可能性は皆無に近いが、大正時代に泉水峠にトンネルを掘る計画があった。廿日市市原にその痕跡がある。

### 重複区間
- 広島県道42号大竹湯来線（廿日市市玖島（くじま） - 廿日市市玖島・楢原交差点）
- 広島県道292号川角佐伯線（廿日市市玖島・楢原交差点 - 廿日市市玖島）
- 国道433号・国道488号（廿日市市原 - 廿日市市上平良（かみへら）・上平良交差点）
- 国道2号西広島バイパス（廿日市市上平良・上平良交差点 - 廿日市市上平良・速谷交差点）

### 道路施設

#### 橋梁
- 中小路橋（川末川、廿日市市）
- 新神路橋（可愛川、廿日市市、国道433号重複区間内）

## 地理

### 通過する自治体
- 廿日市市

### 交差する道路
| 交差する道路                                                                                                | 交差する場所       | 交差する場所            |
| --- | ------------------ | ----------------------- |
| 広島県道293号本多田佐伯線                                                                                   | 虫所山             | 起点                    |
| 広島県道42号大竹湯来線 重複区間起点                                                                         | 玖島（くじま）     |                         |
| 広島県道42号大竹湯来線 重複区間終点 広島県道292号川角佐伯線 重複区間起点                                    | 玖島               | 楢原交差点              |
| 広島県道292号川角佐伯線 重複区間終点                                                                        | 玖島               |                         |
| 通行不能区間                                                                                                |                    |                         |
| 国道433号 重複区間起点 国道488号 重複区間起点                                                               | 原                 |                         |
| 広島県道469号廿日市環状線（事業中）                                                                         | 上平良（かみへら） | 速谷高架下交差点        |
| 国道2号 / 西広島バイパス 重複区間起点 国道433号 重複区間終点 国道488号 重複区間終点 広島県道247号廿日市港線 | 上平良             | 上平良交差点            |
| 国道2号 / 西広島バイパス 重複区間終点                                                                       | 上平良             | 速谷交差点              |
| 国道2号 / 旧道                                                                                              | 可愛               | 榎浦橋東詰交差点 / 終点 |

### 交差する鉄道
- 山陽新幹線
- 山陽本線
- 広島電鉄宮島線

### 沿線
- 中国自然歩道
- 佐伯歴史民俗資料館
- 玖島郵便局
- 史跡八田家長屋門・土蔵
- 廿日市市立原小学校
- 速谷神社
- つゆ太郎
- 広島電鉄宮島線 廿日市市役所前（平良）駅

### 峠
- 泉水峠（廿日市市玖島 - 廿日市市原、自動車通行不能）

佐伯側は峠まで自動車で登れるが、県道区域は廿日市市玖島・広島県道292号川角佐伯線交点から500 mほどで終わっている（予告標識あり）。